# Gare de Saint-Nicolas - Saint-Romain
Pour les articles homonymes, voir Gare de Saint-Nicolas (homonymie).
La gare de Saint-Nicolas - Saint-Romain est une gare ferroviaire française de la ligne de Bordeaux-Saint-Jean à Sète-Ville, située au lieu-dit Bellerive sur le territoire de la commune de Saint-Nicolas-de-la-Balerme, près de Saint-Romain le Noble, dans le département de Lot-et-Garonne en région Nouvelle-Aquitaine.
Elle est mise en service en 1856 par la Compagnie des chemins de fer du Midi et du Canal latéral à la Garonne (Midi). Elle est fermée au trafic voyageurs à la fin de l'année 2011.
Le bâtiment voyageurs d'origine est toujours présent sur le site de la gare.

## Situation ferroviaire
Établie à 55 m d'altitude, la gare de Saint-Nicolas - Saint-Romain est située au point kilométrique (PK) 149,314 de la ligne de Bordeaux-Saint-Jean à Sète-Ville, entre les gares ouvertes de Agen (s'intercale les gares fermées de Bon-Encontre et Lafox) et de Lamagistère.

## Histoire
La station de Saint-Nicolas est mise en service le 29 mai 1856 par la Compagnie des chemins de fer du Midi et du Canal latéral à la Garonne (Midi), lorsqu'elle ouvre à l'exploitation la section de Tonneins à Valence-d'Agen de son chemin de fer de Bordeaux à Cette.
En 1862, « Saint-Nicolas » est la 31e station de la ligne, située entre Sauveterre et Lamagistère, elle dessert un village, de 454 habitants situé sur la rive droite de la Garonne, que l'on atteint en traversant le fleuve par un pont-suspendu.
En 1876, la recette annuelle de la gare, dénommée « Saint-Nicolas de la Balerme », est de 29 799 francs.
En 2011, c'est une halte voyageurs de la SNCF, point d'arrêt non géré (PANG) à entrée libre, desservie par des trains TER Aquitaine. La halte n'est plus présente sur les fiches horaires 2012.
Bien qu'elle ne soit plus desservie, elle figure dans le « Document de référence des gares de voyageurs révisé pour l'horaire de service 2014 » : comme une gare voyageurs d'intérêt local (catégorie C : moins de 100 000 voyageurs par an de 2010 à 2011), qui dispose de deux quais et une traversée de voie à niveau par le public (TVP).

## Service des voyageurs
La halte de Saint-Nicolas - Saint-Romain n'est plus desservie depuis la fin de l'année 2011.

## Patrimoine ferroviaire
L'ancien bâtiment voyageurs, d'un modèle type de la compagnie du Midi lors de la création de la ligne. Il s'agit d'un bâtiment sur une base rectangulaire, à trois ouverture et un étage sous une toiture à deux pans couverte en tuiles.